# List żelazny

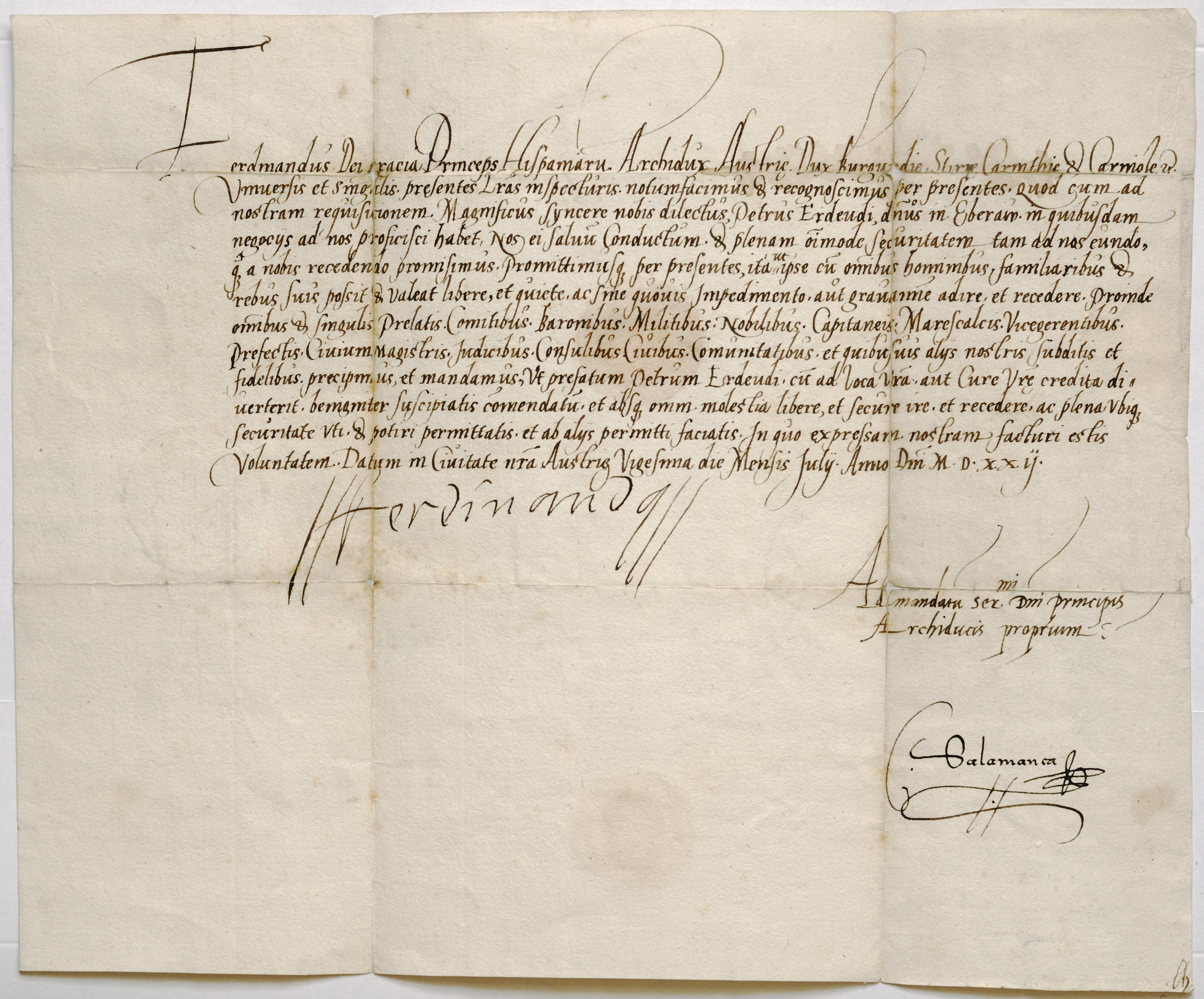
List żelazny wydany w 1522 r. przez Ferdynanda I Habsburga

List żelazny – dokument gwarantujący nietykalność osobistą posiadaczowi (np. wykluczając możliwość jego aresztowania), występujący w wielu systemach prawnych na świecie. Dawniej, jako glejt stanowił dodatkowo gwarant bezpieczeństwa podczas przemieszczania się przez terytorium obcego państwa.

## W polskim kodeksie karnym
Zgodnie z kodeksem postępowania karnego specjalny dokument, wydawany przez właściwy miejscowo sąd okręgowy, zapewniający oskarżonemu pozostawanie na wolności do czasu prawomocnego ukończenia postępowania.

### Warunki udzielenia
List żelazny gwarantuje oskarżonemu wolność, ale pod pewnymi warunkami:
- jeżeli stawi się on w wyznaczonym przez sąd (w postępowaniu przygotowawczym też przez prokuratora) terminie (art. 282 § 1 pkt 1 k.p.k.),
- nie będzie się oddalał bez pozwolenia sądu z obranego miejsca pobytu w kraju (art. 282 § 1 pkt 2 k.p.k.),
- nie będzie nakłaniał świadków do fałszywych zeznań lub starał się w inny sposób usuwać dowodów przestępstwa (art. 282 § 1 pkt 3 k.p.k.).

Wydanie listu można uzależnić od złożenia poręczenia majątkowego.

### Konsekwencje sprzeniewierzenia się warunkom
Jeżeli oskarżony, pozostający pod ochroną listu żelaznego, swoim postępowaniem naruszy warunki określone w art. 282 § 1 k.p.k, właściwy miejscowo sąd okręgowy orzeka o odwołaniu listu żelaznego. Jeżeli zostało złożone poręczenie majątkowe, sąd orzeka o przepadku lub ściągnięciu tych wartości. Ponadto sąd może orzec o zastosowaniu aresztu tymczasowego, gdyż z chwilą uprawomocnienia się postanowienia ustaje ochrona gwarantowana przez list żelazny. Na postanowienie przysługuje zażalenie na warunkach ogólnych.
Art. 282 § 1 k.p.k. w sposób taksatywny wylicza warunki, których naruszenie może być podstawą wydania postanowienia o odwołaniu listu żelaznego, co oznacza, że sąd zobowiązany jest do brania pod uwagę tylko tych czynów podejrzanego, które naruszają owe warunki.

### Przykład
Przykładem zastosowania listu żelaznego w latach 90. XX w. był dokument wystawiony przebywającemu za granicą bokserowi Andrzejowi Gołocie w okresie, gdy był oskarżony w Polsce o popełnienie przestępstwa.